# トレス海峡諸島民の旗
トレス海峡諸島民の旗（トレスかいきょうしょとうみんのはた、Torres Strait Islander Flag）は、オーストラリアのトレス海峡諸島民を象徴する民族旗である。1953年国旗法によって、オーストラリア政府から正式にトレス海峡諸島民の民族旗として認られた旗であり、特別な法的および政治的地位を保持している。
この旗は、1992年にバーナード・ナモック(Bernard Namok)によってデザインされた。島嶼調整評議会(Islands Coordinating Council)が開催した地域のコンテストで優勝し、1992年6月にアボリジニおよびトレス海峡諸島民委員会によって認定された。

## 状態
オーストラリア政府は、1953年国旗法に基づき、1995年7月14日にこの旗の「オーストラリア国旗」としての地位を宣言した。
「行政手続き上の手落ち」のために、1995年の宣言は無期限に効力を継続するような宣言になっておらず、2008年1月1日に自動的に失効した。そのため2008年1月25日に、同年1月1日に遡って国旗とする宣言が再度なされた。2008年の宣言では、この旗は「トレス海峡諸島民の旗であり、一般的にオーストラリア国家にとって重要な旗であると認識されている」としている。
ナモックは既に亡くなっているが、トレス海峡諸島民の旗は1968年著作権法に基づく著作権の対象となっている。著作権は島嶼調整評議会が管理していたが、2008年にトレス海峡島地域協議会に改組された。同組織は、ナモックがデザインをしたことを明示し、規格に正確に従うという条件で、この旗のデザインの使用許可を出している。

## 色
トレス海峡諸島民の旗で使用されている色の仕様は、次のように定められている。
| 配色      | 緑                  | 青                 | 黒              | 白                    | 出典        |
| --------- | ------------------- | ------------------ | --------------- | --------------------- | ----------- |
| パントン  | 3288 C または 342 C | 301 C または 280 C | Black C         | Safe                  | [ 4 ] [ 5 ] |
| RGB (Hex) | 0–153–102 (#009966) | 0–0–153 (#000099)  | 0–0–0 (#000000) | 255–255–255 (#FFFFFF) | [ 4 ]       |
| CMYK      | 100%–0%–80%–40%     | 100%–70%–0%–0%     | 0%–0%–0%–100%   | 0%–0%–0%–0%           | [ 4 ]       |

## 意匠の意味
旗の上部と下部の緑色の帯はトレス海峡諸島の陸地を、中央の青色の帯はトレス海峡の水域を表している。青と緑の帯の間の黒い線は、トレス海峡の島民を表している。旗の中央の白い五芒星は5つの主要な諸島（西部、東部、中部、ポートケネディ、（N.P.A.）本土）を表している。五芒星を囲む白い模様はダーリ(dhari)（ダリ(dari)）と呼ばれる儀式用の踊り子の頭飾りで、トレス海峡諸島の人々を象徴している)。白は平和の象徴であり、星は航海の象徴である。